# Roho
Roho is een bestuurslaag in het regentschap Lembata van de provincie Oost-Nusa Tenggara, Indonesië. Roho telt 848 inwoners (volkstelling 2010).